# Sornzig-Ablaß
Sornzig-Ablaß este o comună din landul Saxonia, Germania.